# Hrólfs saga kraka ok kappa hans
La Hrólfs saga kraka ok kappa hans (italiano: Saga di Hrólfr [Magro come un] palo e dei suoi eroi) è una saga leggendaria piuttosto tarda sulle vicissitudini di Hrólfr Kraki e del suo clan, gli Skjöldungar. Gli eventi sono datati fra la fine del V e l'inizio del VI secolo. Si presume che sia stata scritta tra il 1230 e il 1450. Ci sono giunti 44 manoscritti della saga, ma il più antico è del XVII secolo, sebbene si sappia che ne venne trascritto uno nel 1461 nel monastero di Möðruvellir in Islanda.
La saga parla degli stessi eventi di altre saghe e di alcune cronache per quanto riguarda la tradizione scandinava, e del Beowulf e del Widsith per quanto riguarda la tradizione anglosassone. In queste due ultime opere, molti dei personaggi hanno nomi in forma antico inglese: Hrólfr Kraki compare come Hroðulf, suo padre Helgi come Halga, suo zio Hróarr come Hroðgar, il nonno Halfdan come Healfdene e il clan Skjöldungar come gli Scyldingas. Inoltre, anche alcuni nemici cambiano nome: Fróði compare come Froda e re Aðils di Svezia diventa Eadgils.

## Struttura
La saga si compone di diversi episodi (conosciuti in norreno come þættir, al singolare þáttr), ognuno dei quali si concentra su un evento o personaggio particolare.

### Fróða þáttr
È il primo episodio e parla di Fróði, re usurpatore della Danimarca, che vuole catturare i legittimi eredei al trono, Helgi e Hróar.

### Helga þáttr
Parla di Helgi, re di Danimarca e padre di Hrólfr Kraki.

### Svipdags þáttr
Parla di Svipdagr, uno dei campioni di Hrólfr.

### Bödvars þáttr
Parla di Bödvar Bjarki, un campione di Hrólfr Kraki. Secondo alcuni Bödvar potrebbe essere la trasposizione norrena di Beowulf.

### Hjalta þáttr
Parla di Hjalti, amico e protetto di Bödvar.